# Pierre Abbou
Pierre Abbou (ur. 21 czerwca 1951 w Tunezji) – francuski aktor filmowy i teatralny.

## Filmografia
- 1989: L'Union sacrée jako terrorysta
- 1991: Après l'amour jako tancerz
- 1992: Pour Sacha jako oficer izraelski
- 1997: K jako Oury, tajny agent Mosadu
- 2000: Gammer jako bokser
- 2009: Comme les cinq doigts de la main jako Boban, Cygan
- 2011: Ce que le jour doit à la nuit jako właściciel kawiarni Oran
- 2013: 24 jours jako porucznik Dussault
- 2014: Iwaa (film krótkometrażowy)
- 2015: J'ai 10 ans jako Giovani
- 2015: Voyoucratie jako Ali (mafiozo)